# Letovanić
Letovanić is een plaats in de gemeente Lekenik in de Kroatische provincie Sisak-Moslavina. De plaats telt 539 inwoners (2001).